# Jerzy Chowańczak
Jerzy Arpad Chowańczak (ur. 17 maja 1935, zm. 17 maja 1995 w Warszawie) – polski duchowny rzymskokatolicki, kapelan prymasa, członek Kościelnej Redakcji Mszy Świętej Radiowej transmitowanej przez Polskie Radio, były proboszcz parafii św. Michała Archanioła w Warszawie, publicysta. 

## Życiorys
Pochodził z rodziny znanych polskich kuśnierzy, jego dziadkiem był twórca firmy A. Chowańczak & Swie, Andrzej „Arpad” Chowańczak, na którego cześć otrzymał drugie imię. Absolwent VI Liceum Ogólnokształcącego im. Tadeusza Reytana w Warszawie (1952). W 1958 r. otrzymał święcenia kapłańskie i rozpoczął posługę duchową. 19 września 1980 r. dekretem prymasa Polski kard. Stefana Wyszyńskiego, wszedł w skład powołanej do życia Kościelnej Redakcji Transmisji Mszy Świętej przez Polskie Radio, mającej za zadanie przygotowanie homilii i Mszy św. w bazylice Świętego Krzyża w Warszawie, transmitowanych przez Polskie Radio. Od stycznia 1984 r. do września 1986 r., sprawował funkcję proboszcza parafii św. Michała Archanioła w Warszawie, skąd został przeniesiony przez prymasa, do posługi ojca duchowego i profesora w Wyższym Metropolitalnym Seminarium Duchownym św. Jana Chrzciciela w Warszawie. Zaangażowany w życie świeckiego zakonu św. Benedykta na terenie seminarium. Wśród wychowanków cieszył się wielkim szacunkiem i autorytetem.
W ostatnich latach życia pogłębiła się postępująca cukrzyca oraz choroba serca i przez pewien czas przebywał w szpitalu. Zmarł w dniu swoich 60 urodzin, 17 maja 1995 r. w warszawskim seminarium. Grób Chowańczaka znajduje się na nowym cmentarzu na Służewie przy ul. Wałbrzyskiej w Warszawie.
Jerzy Chowańczak był autorem między innymi Słowo na co dzień – Okres Adwentu – Okres Narodzenia Pańskiego z 1993 r. i Słowo na co dzień – Okres Wielkiego Postu z 1994, wydanych przez Fundację im. Prymasa Tysiąclecia.